# شهرستان شینسای
شهرستان شینسای (به لاتین: Xincai County) یک شهرستان‌های جمهوری خلق چین در چین است که در ژومادیان واقع شده‌است.
 شهرستان شینسای ۱٬۴۵۳ کیلومتر مربع مساحت و ۱٬۰۴۲٬۰۰۰ نفر جمعیت دارد.